# Joaquim Eugênio de Lima
Joaquim Eugênio de Lima (Montevidéu, 6 de setembro de 1845 – São Paulo, 13 de junho de 1902) foi um jornalista e agrônomo brasileiro, tendo sido o idealizador da Avenida Paulista, a mais simbólica via da cidade de São Paulo. 
Filho de Dom Joaquim Miguel Pereira Lima e de Dona Maria Polônia Moreira Rios, diplomou-se em agronomia na Alemanha, viajou por vários países da Europa e percorreu diversos estados do Brasil até estabelecer-se em São Paulo.
Já na capital, focou o seu trabalho em atividades comerciais, principalmente na compra e venda de terrenos. Após consolidar-se no mercado imobiliário, passou a desenvolver projetos que visavam solucionar carências urbanas que cidade enfrentava, como por exemplo o Viaduto da Esperança, passagem destinada a eliminar o vale existente entre o Largo do Palácio e a Rua da Boa Vista, além de sua grande participação na construção do Viaduto do Chá. Sua ânsia de produzir, cooperar e criar resultaram em ações na cidade de São Paulo que ficaram registradas através do tempo.
Além de seu principal feito como urbanista, a Avenida Paulista, Joaquim Eugênio de Lima também atuou e se destacou em outras áreas como jornalista, colaborador da Santa Casa da Misericórdia e empresário do ramo imobiliário.
Joaquim Eugênio de Lima foi casado com Dona Margarida Joaquina Alvares de Toledo. O casal teve dez filhos: Maria Eugênia, Ana Cândida, Joaquim Eugênio, Eugênio, Noêmia, Mercedes, Irene, Evangelina, José e Heitor Álvares de Lima. Essa prole deu a Joaquim Eugênio de Lima e sua esposa, Margarida Joaquina Álvares de Toledo Lima, numerosa descendência.
Morreu em 13 de junho de 1902, aos 56 anos, em São Paulo e seu corpo foi sepultado no Cemitério da Consolação.

## Carreira de jornalista
Como homem de imprensa, publicava seus textos, periodicamente, em seus dois jornais: o Omnibus (circulação começou em 21 de novembro de 1872) e Cidade de São Paulo (início da distribuição em 1º de janeiro de 1891). Seu artigos abordavam, principalmente, problemas de sua atualidade e questões sobre gestão pública. Neles, era possível notar a preocupação de Joaquim Eugênio de Lima com o homem do campo e da fábrica, com o desenvolvimento da indústria e as instalações das siderúrgicas, com a criação de um Banco da Lavoura para amparar o agricultor e, principalmente, com a política que, para ele, deveria ser a imagem da sociedade em seus elementos de inteligência, trabalho e moralidade.
As preocupações de Joaquim Eugênio de Lima também se estendiam para os problemas da educação pública. Ele defendia a emancipação intelectual do povo, uma vez que, para ele, os poderes públicos deveriam viver da opinião do povo. Nas palavras dele: “Instruída a cabeça e educado o coração, o homem é livre”, escreveu em uma de suas publicações no Omnibus, em 1873.

## Colaborador da Santa Casa da Misericórdia
Seus trabalhos como jornalista, urbanista e empresário não impediram Joaquim Eugênio de Lima de dedicar parte da sua vida à projetos sociais.  Ele foi eleito Irmão Mesário da Irmandade da Santa Casa da Misericórdia no ano de 1891 e reeleito no ano de 1892, consequência de suas constantes colaborações com a instituição, principalmente no que diz respeito a medidas que melhoraram a assistência médica aos enfermos, além de custear despesas de seu próprio bolso.  Eugênio de Lima também ocupou os cargos de Mordomo dos Lázaros e membro da Comissão de Obras do hospital.

## Avenida Paulista: da ideia à abertura do cartão postal de São Paulo

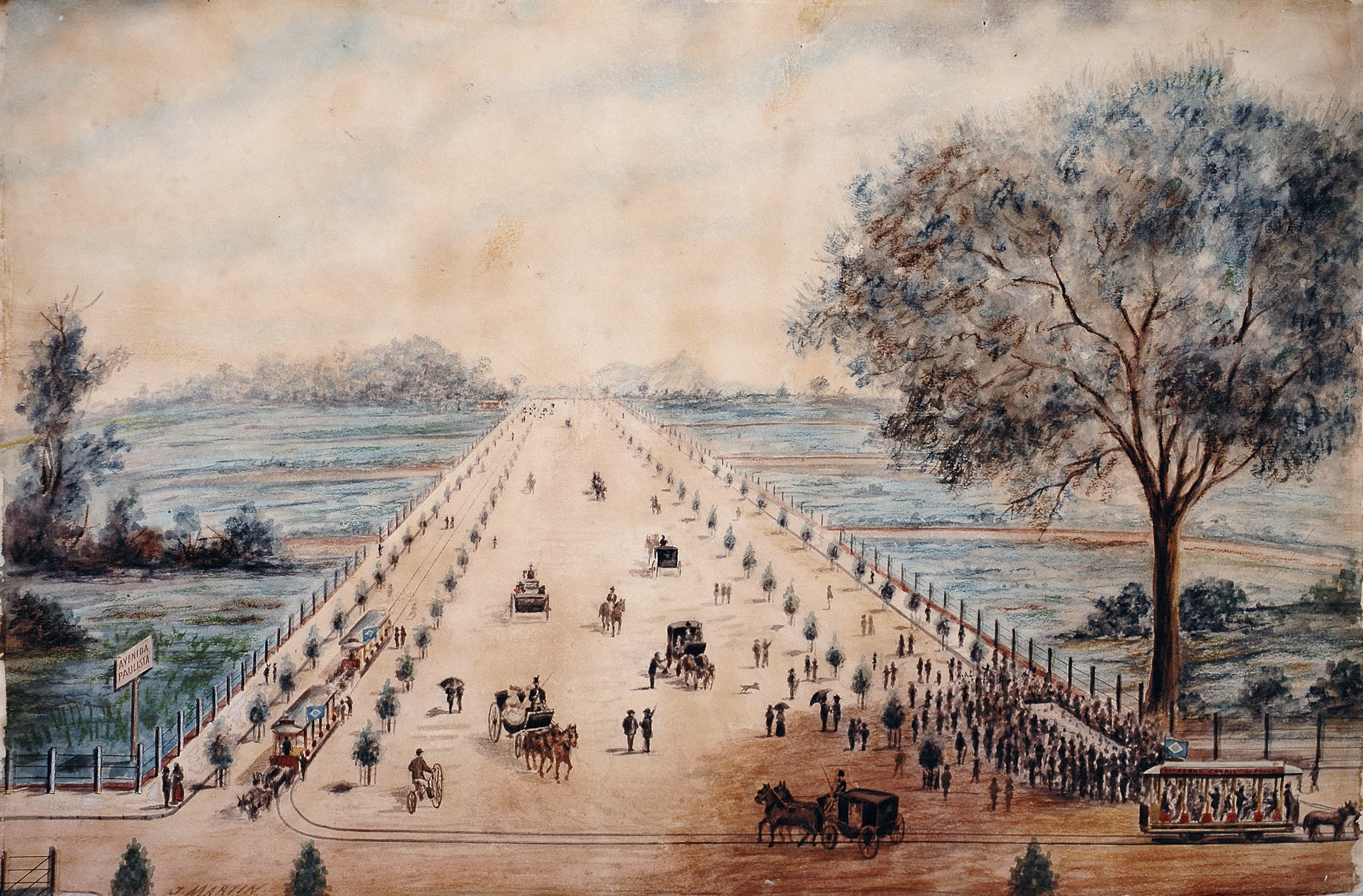
Avenida Paulista no dia da Inauguração, 8 de Dezembro de 1891, de Jules Martin.

Inaugurada em 8 de dezembro de 1891, a Avenida Paulista foi fruto de um empreendimento de um grupo de empresários, liderados por Joaquim Eugênio de Lima que estabeleceu as concepções básicas da avenida, além de se tornar proprietário de todos os terrenos da da área, juntamente com João Augusto Garcia e José Borges Figueiredo. O planejamento, por sua vez, foi responsabilidade do agrimensor Tarquínio Antonio Tarant, que ficou encarregado do arruamento, arborização e criação de alamedas transversais, que receberam nomes de cidades paulistas como Amparo (hoje Alameda Campinas), Ribeirão Preto, Rio Claro, Casa Branca, Limeira (atual Peixoto Gomide), Jundiaí (atual Ministro Rocha Azevedo) e no sentido longitudinal Alameda Santos, Jaú, Itu, Tietê e Lorena.
A ideia era dar à cidade uma grande “artéria”, como as existentes nas grandes metrópoles da Europa.  O local escolhido para a realizar a grande avenida foi o espigão divisor dos vales dos Pinheiros e Tietê, o Alto do Caaguaçu (do tupi guarani, quer dizer "caa"- mato; "guaçu"- grosso). Sua posição foi uma das características que mais marcaram a Paulista: localizada em um dos pontos mais altos de São Paulo, a avenida tinha uma visão privilegiada da cidade.
Joaquim Eugênio de Lima exigiu que a avenida Paulista fosse toda plana e a mais larga da cidade. Como o terreno era irregular, foi necessária a realização do movimento de terras e do aterro do vale por onde passa hoje o Túnel 9 de Julho, além da execução do arruamento e pavimentação da avenida. Eugênio de Lima e seus sócios José Borges de Figueiredo e João Augusto Garcia adquiriram os terrenos necessários para concretizar o empreendimento, entre a Consolação e o Paraíso. A princípio, ele tinha em mente que a avenida se chamasse “Prado de São Paulo”, ou “Avenida das Acácias”, mas seus colegas e sócios tiveram a ideia de dar à avenida o seu nome. Ao se opor, Joaquim Eugênio de Lima declarou “Será Paulista, em homenagem aos Paulistas”
Pouco antes da inauguração, a avenida ainda carecia de infraestrutura. O Governador do Estado, juntamente com Senador Rangel Pestana, o Presidente da Intendência, Dr. Clementino de Sousa e Castro, e o Dr. Júlio de Mesquita, redator do jornal O Estado de S. Paulo, foram convidados por Joaquim Eugênio de Lima para apresentar-lhes as obras em andamento, em maio de 1891. Nessa ocasião, ele  também foi o responsável por negociar a extensão da iluminação e da rede de água e esgoto até a nova via, além do policiamento, e linhas de bondes.
Criada por um investimento privado e acompanhada de melhorias providas pelo poder público, a Paulista era um espaço único e exclusivo: não havia nenhuma avenida similar em toda a cidade. As primeiras décadas desde a inauguração da avenida foi destinada a moradores de altíssimo nível de poder aquisitivo (primeiramente por fazendeiros do café e, em seguida, por milionários ligados ao comércio e a indústria). Nesse contexto, o Trianon se configurou como um espaço de encontro dessa elite e de manifestações culturais da mesma.
Alguns anos mais tarde, o lote que abrangia o parque e o belvedere do Trianon foi doado por Joaquim Eugênio de Lima à prefeitura. Ele exigiu que qualquer construção que fosse feita no local não poderia obstruir a vista que ali se tinha da cidade. Lina Bo Bardi escolheu o local para a instalação do Museu de Arte de São Paulo (MASP) no ano de 1951 e a construção respeitou as condições preestabelecidas por Eugênio de Lima. O projeto não apenas seguiu as exigências de preservação da vista como também fez questão de valorizar a área vazia em frente ao Parque Trianon. O vão livre do MASP foi projetado, justamente, com a função do antigo belvedere. A estrutura do museu foi suspensa sob quatro colunas ligadas por duas vigas de concreto , formando um vão de oito metros de altura e setenta metros de extensão.
A visão empreendedora de Joaquim Eugênio de Lima, bem como sua aguçada visão de mercado, deu origem à mais larga e moderna avenida de São Paulo. O prestígio dentro da metrópole, bem como seu alto valor imobiliário foram mantidos ao longo dos anos e permanece até hoje como uma realidade da Avenida Paulista e de seus arredores. 

## Inovação, modernidade e urbanização
No final do século XIX, São Paulo experimentava os efeitos de uma urbanização acelerada, além das novas atividades alavancadas pelo processo de industrialização, ainda que em ritmo menos intenso. Nesse contexto, a Avenida Paulista foi um marco de modernidade e inovação na cidade.  A antiga “Estrada da Real Grandeza”, como era até então conhecida, uma trilha destinada para os tropeiros e carros de boi, se transformou no mais importante marco de modernidade da cidade na época.
É atribuída à Joaquim Eugênio de Lima essa grande expressão de inovação que foi a inauguração da Avenida Paulista. Com seus 2.800 metros de extensão e 30 metros de largura, a via representa uma das providências estruturais que acompanhava a rapidez do crescimento da cidade. Isso significava que, naquele contexto, para Eugênio de Lima, o passado colonial não representava mais a realidade paulistana e o presente, bem como o futuro, necessitavam de uma especial urgência, tomando como referência básica as grandes cidades europeias que conhecia muito bem.
Não por acaso, após a inauguração da avenida, o local foi ocupado por moradias de altíssimo poder aquisitivo da sociedade paulistana da época, atendendo a demanda por terras urbanas bem localizadas por parte de uma crescente classe de ricos negociantes, empresários e fazendeiros do café.

## O busto de Joaquim Eugênio de Lima

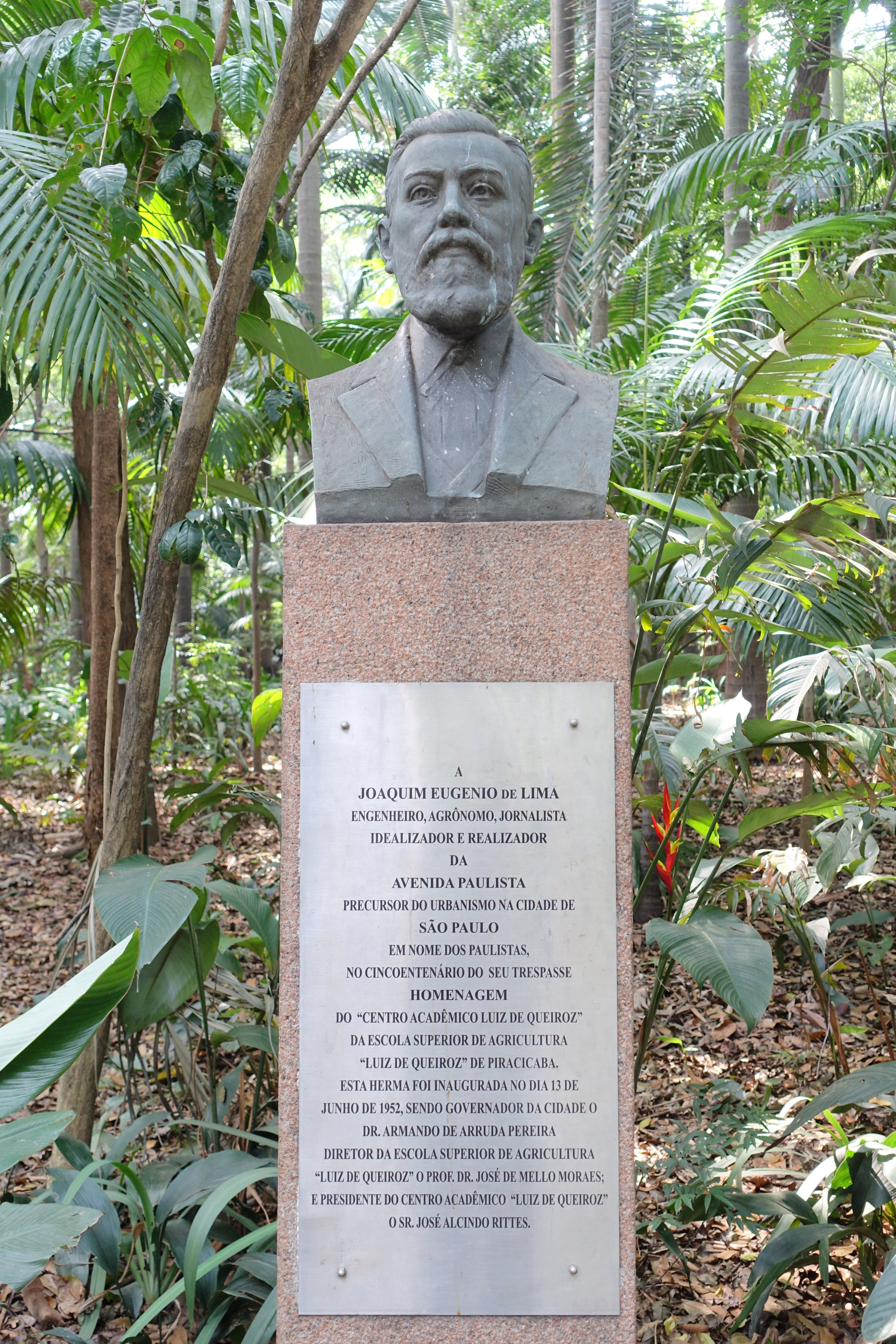
Busto, localizado em São Paulo.

Na ocasião do cinquentenário da morte de Joaquim Eugênio de Lima, foi encomendado pela Escola Superior de Agricultura  “Luís de Queirós” o seu busto em bronze. Com a licença concedida pela prefeitura, o busto foi colocado no então Parque da avenida Paulista (atualmente, Parque Trianon), no dia 13 de junho de 1952, em homenagem ao homem que idealizou e realizou a Avenida Paulista. A obra de autoria do escultor Roque de Mingo trás em sua placa a seguinte mensagem:
| “ | A JOAQUIM EUGÊNIO DE LIMA engenheiro agrônomo, jornalista, idealizador e realizador da Avenida Paulista, precursor do urbanismo na cidade de São Paulo - em nome dos paulistas, no cinquentenário do seu trespasse. Homenagem do Centro Acadêmico de Queiroz da escola Superior de Agricultura Luís de Queirós de Piracicaba. Esta Herma foi inaugurada no dia 13 de junho de 1952, sendo Governador da cidade o Dr. Armando de Arruda Pereira: Diretor da Escola Superior de Agricultura Luiz de Queiroz o Prof. Dr. José de Mello Moraes; e Presidente do Centro Acadêmico Luiz de Queiroz” o Sr. José Alcindo Rittes. | ” |

A cerimônia do cinquentenário contou com a presença do Prefeito municipal, Armando de Arruda Pereira, do secretário dos Negócios Jurídicos, Nelson Marcondes do Amaral, além de membros da família do homenageado.

## Alameda Joaquim Eugênio de Lima
A  Alameda Joaquim Eugênio de Lima está localizada nos bairros Jardim Paulista e Bela Vista. A rua é uma das travessas mais importantes da Avenida Paulista e a Prefeitura de São Paulo concedeu seu nome em homenagem à Joaquim Eugênio de Lima.
Considerando a sua importância histórica e urbanística na cidade de São Paulo, o Conselho Municipal de Preservação do Patrimônio Histórico, Cultural e Ambiental da Cidade de São Paulo (CONPRESP) determinou o tombamento da Alameda Joaquim Eugênio de Lima, em conjunto com outros espaços e elementos constituidores do ambiente urbano do bairro da Bela Vista, conforme o artigo 2º da Resolução nº. 22/2002.